# تسخیر قلعه تیکوندراگا
تسخیر قلعه تیکوندیروگا در جریان جنگ انقلابی آمریکا در ۱۰ مه ۱۷۷۵ اتفاق افتاد، هنگامی که یک نیروی کوچک از پسران کوه سبز به سرپرستی اتان آلن و سرهنگ بندیکت آرنولد پادگان کوچک قلعه انگلیس را غافلگیر و دستگیر کردند. توپ‌ها و سایر تسلیحات بعداً توسط سرهنگ هنری ناکس به بوستون منتقل شدند و برای استحکامات ارتفاعات دورچستر و شکستن وضعیت در محاصره بوستون استفاده شد.